# Vincent d'Indy
Paul Marie Théodore Vincent d'Indy (1851-1931) là nhà soạn nhạc, nghệ sĩ đàn organ, nhạc trưởng, nhà sư phạm người Pháp.

## Cuộc đời và sự nghiệp
Vncent d'Indy học âm nhạc ở nhiều người, gồm Antoine François Marmontel, Louis Diémer, Albert Lavignac, Henri Duparc và César Franck. D'Indy học Franck tại Nhạc viện Paris. Năm 1872, d'Indy trở thành nhạc công bộ gõ tại Dàn nhạc Giao hưởng Colonne. Trong các năm 1875-1879, d'Indy trở thành chỉ huy của dàn hợp xướng của dàn nhạc này. Năm 1885, với tác phẩm Khúc hát tiếng chuông đồng, ông đoạt giải thưởng âm nhạc của Paris. Năm 1890, sau khi Franck qua đời, d'Indy trở thành chủ tịch Hội Âm nhạc quốc gia Pháp. Năm 1894, ông cùng Charles Bordes và Alexandre Guilmant thành lập Trường dạy hát để giảng dạy và nghiên cứu nhạc nhà thờ. Từ năm 1900, trường trở thành nơi giảng dạy âm nhạc nói chung và d'Indy giảng dạy tại đó cho đến cuối đời. Từ năm 1911, ông trở thành hiệu trưởng của trường.

## Phong cách sáng tác
Là học trò cũng là bạn của César Franck, d'Indy đứng đầu trường phái Franck. Ông nhiệt thành giúp Charles Lamoureux đưa các tác phẩm của Richard Wagner vào Paris, bênh vực cho Claude Debussy và làm sống lại âm nhạc của Claudio Monteverdi, Jean-Philippe Rameau, Christoph Willibald Gluck và Johann Sebastian Bach. Âm nhạc của d'Indy kết hợp những yếu tố dân gian-hiện thực-với những khí sắc tôn giáo-huyền bí, truyền thống của văn hóa Pháp với những ảnh hưởng của âm nhạc Đức (nhất là của Wagner). Lối phối dàn nhạc của d'Indy rất phong phú và thường sử dụng phương pháp chu kỳ của Franck.

## Các tác phẩm
Vincent d'Indy đã sáng tác:
- Các vở opera:

- Khúc hát tiếng chuông đồng (1879-1883)
- Fervaal (1889-1895)
- Người lạ (1898-1901)
- Huyền thoại về Saint-Christophe (1908-1915)
- Giấc mơ của Cynias (1922-1923)

- Các tác phẩm dành cho dàn nhạc giao hưởng, nổi bật có:

- Khu rừng bị bùa phép (1878)
- Bản giao hưởng dựa trên khúc ca miền núi (1886)
- Bài thơ những bến bờ (1920-1921)

- Các bản nhạc dành cho hợp xướng
- Các bản nhạc tính phòng
- Các tác phẩm dành cho piano